# جيل ديفيس
جيل ديفيس (بالإنجليزية: Jill Davis)‏ هي كاتِبة أمريكية، ولدت في 1966 في ريدينغ في الولايات المتحدة.

## وصلات خارجية
- جيل ديفيس على موقع IMDb (الإنجليزية)